# Giannīs Dīmakos
Iōannīs Dīmakos, detto Giannīs (in greco Ιωάννης "Γιάννης" Δημάκος?; Corinzia, 14 settembre 1990), è un cestista greco.